# 大船渡北インターチェンジ
大船渡北インターチェンジ（おおふなときたインターチェンジ）は、岩手県大船渡市にある三陸沿岸道路のインターチェンジである。
将来的には上下線とも出入り可能になる予定だが、現時点では暫定的に下り線（三陸IC方面）入口と上り線（陸前高田IC方面）出口だけのハーフインターチェンジの構造となっている。

## 歴史
- 1999年（平成11年）3月24日 : 大船渡IC - 新三陸TN間 開通に伴い供用開始。

## 道路

### 本線
- E45 三陸沿岸道路（35番）

### 接続する道路
- 国道45号

## 隣
E45 三陸沿岸道路
(34) 大船渡IC - (35) 大船渡北IC - (36) 三陸IC
- 当ICから仙台方面は利用できない。